# Berliner Bürgerbräu

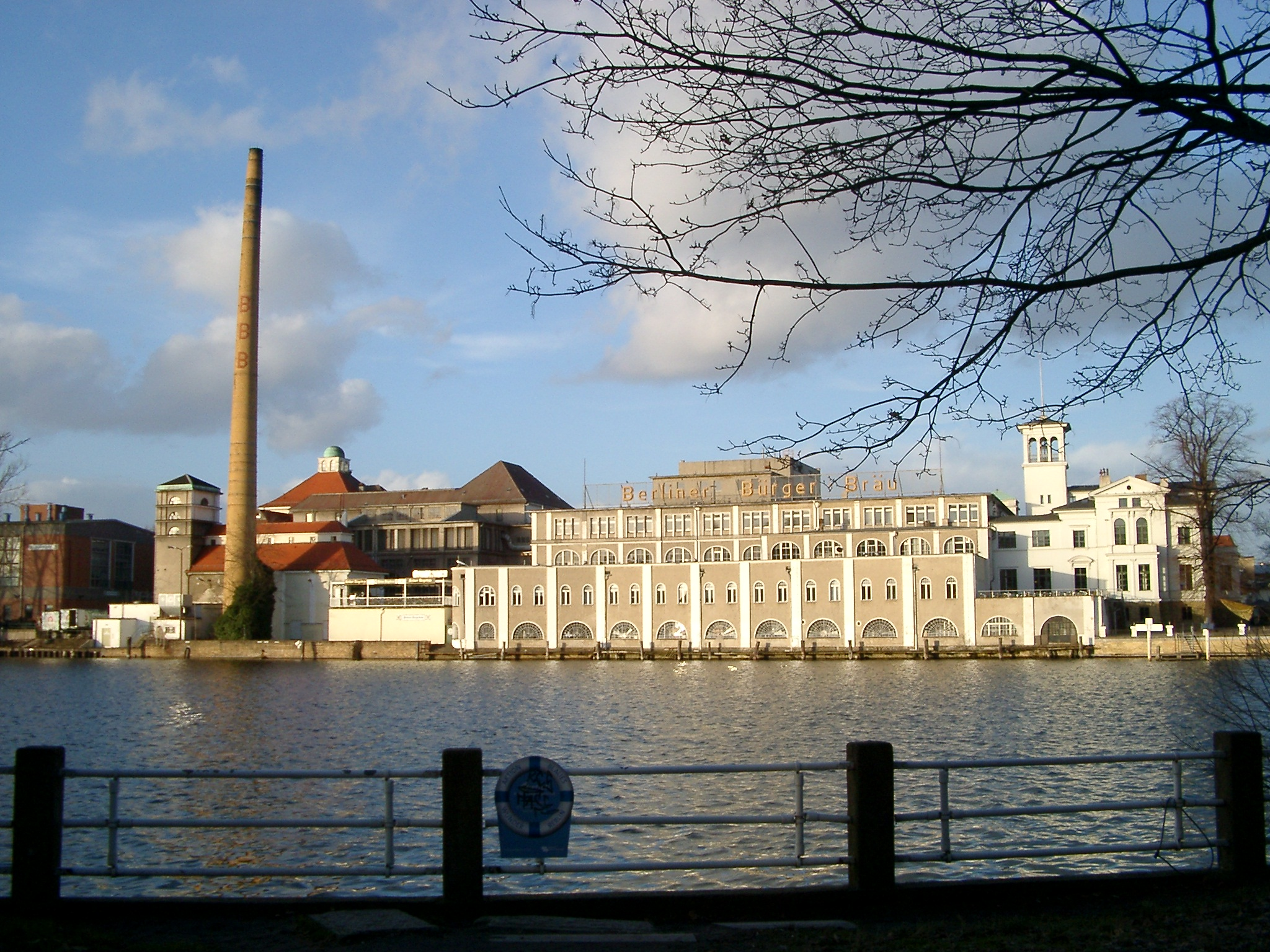
Brauereigebäude an der Spree

Berliner Bürgerbräu war bis zu ihrer Schließung im Jahr 2010 die älteste Brauerei der Stadt. Das markante Brauerei-Gebäude befindet sich am Müggelsee im Bezirk Köpenick. Die Marke besteht fort und gehört heute zur Radeberger Gruppe.

## Geschichte

### 18. Jahrhundert bis Kriegsende 1945
Seit 1753 sind am Standort der Brauerei nördlich des Müggelsees „Krugrechte“ belegt. Mit der Erschließung der Gebiete am Ufer durch den König Friedrich II. wurde das Gut Friedrichshagen samt entsprechender Infrastruktur errichtet. Ab 1852 wurden die Flächen des königlichen Guts privatisiert. 1869 erwarb Hermann Schaefer die Reste des Gutes einschließlich der dazugehörenden Brau- und Mahlrechte. Dieses Datum wird als Gründungsjahr der Brauerei angesehen.
In einer schnellen Wachstumsphase entwickelte sich die ehemalige Gasthausbrauerei zu einer bedeutenden Brauerei, die 1888 bereits 10.000 Hektoliter (hl) Bier produzierte. Im selben Jahr wurde die Firma in Brauerei Müggelschlößchen umbenannt. 1901 wurde der Familienbetrieb in eine Genossenschaft Berliner Gastwirte umgewandelt (Friedrichshagen gehörte erst ab 1920 zu Groß-Berlin). Der Transport des Bieres erfolgte durch Dampfschiffe auf der Spree, da die damals verbreiteten Pferdefuhrwerke die Menge nicht bewältigen konnten. 1910 wurde die Produktionsmenge von 100.000 hl Bier im Jahr erreicht. Bis zum Ausbruch des Ersten Weltkriegs im Jahr 1914 steigerte sich diese Menge auf 140.000 hl.

Nach der Vernichtung der Brauerei durch einen Brand 1926 wurde sie neu errichtet und produzierte dann 1929 300.000 hl Bier. Laut dem American Jewish Committee beschäftigte das Unternehmen während des Nationalsozialismus Zwangsarbeiter.
Nachdem die Genossenschaft in der Zeit des Nationalsozialismus zerschlagen worden war, wurde im Jahr 1936 die Berliner Bürgerbräu AG gegründet.

### 1945 bis zur deutschen Wiedervereinigung
Aus dieser Aktiengesellschaft wurde nach 1949 der VEB Berliner Bürgerbräu gebildet, der viele Jahre lang den DDR-Markt mit Bieren in verschiedenen Geschmacksrichtungen versorgte.

### 1990 bis zur Abwicklung 2010
Im Jahr 1990 erfolgte infolge der gesellschaftlichen Veränderungen eine Privatisierung, aus der die Berliner Bürgerbräu GmbH hervorging.
Mit der erforderlichen Sanierung des Bauensembles zusammen mit der Erstellung einer Nutzungsstudie wurde 1998 das Architekturbüro Autzen & Reimers beauftragt.
Auf dem heimischen Markt bediente die Brauerei unter dem Werbeslogan „Berliner Bürgerbräu – Die Familienbrauerei im Grünen“ hauptsächlich die Region Berlin-Brandenburg. 15 Prozent des Brauereiausstoßes gingen in den Export, vor allem nach Japan. Die Brauerei wurde zum 1. März 2010 geschlossen. Die Namensrechte an der Marke sind an die Radeberger Gruppe verkauft worden, nachdem erhebliche Mengen des „Berliner Bieres“ bereits im Brauhaus Hartmannsdorf in Sachsen gebraut, abgefüllt und dann per Lkw nach Köpenick gebracht worden waren.
Für das Berliner Kaufhaus KaDeWe stellte die Brauerei zwischen 1992 und 2010 die Hausmarke KaDeWe-Premium-Pilsner her. Im Jahr 2008 versuchte das Management, den Verkauf der Brauerei zu vermeiden, unter anderem, indem mit dem 1. Berliner Bio Pils ein Bier mit Rohstoffen aus ökologischer Landwirtschaft gebraut wurde.

### Nachnutzung technischer Einrichtungen und einiger Gebäude
Eine Produktionsstrecke in den denkmalgeschützten Gebäuden wurde zu einem Brauereimuseum umfunktioniert. So können interessierte Besucher die historische Bierherstellung nacherleben.
In den 2020er Jahren gründeten Mitglieder des Friedrichhagener Rathausprojekts eine neue Initiative, die in Friedrichshagen die Brautradition wiederbeleben möchte.

## Sortiment

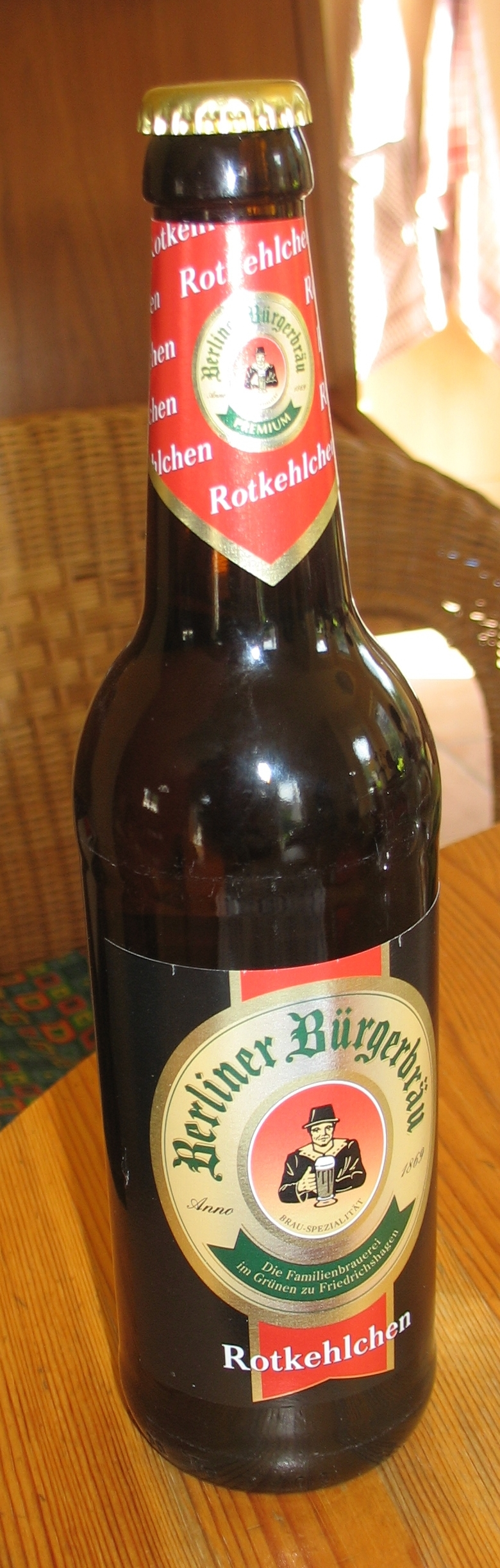
Rotkehlchen von Berliner Bürgerbräu

Neben Pils, Berliner Weiße und saisonalen Bierspezialitäten, wie hellem und dunklem Bockbier, waren vor allem die Sorten Rotkehlchen und Bernauer Schwarzbier von Bedeutung. Diese Biersorten sollten auch nach dem Verkauf 2010 unter dem Label Berliner Bürgerbräu auf dem Markt bleiben als Produkt der Berliner-Kindl-Schultheiss-Brauerei. Der Name Rotkehlchen beruht auf einem Karamell-Malz, das dem Bier eine rötliche Farbnuance gibt. Die Produktion des Bernauer Schwarzbiers wurde nach dem Verkauf an Radeberger eingestellt. Berliner Bürgerbräu Pils und Rotkehlchen werden bei Radeberger in Hohenschönhausen gebraut.

## Gebäude und Gelände
Die Architekten gaben den Bauwerken statt der weit verbreiteten Backsteinarchitektur verputzte und weiß gefassten Fassaden und ließen Rundbogenfenster einsetzen.
Die Brauer-Familie Häring, Besitzer und Betreiber der Hofmark-Brauerei, aus Loifling im Bayerischen Wald erwarb das Unternehmen 1992 von der Treuhand einschließlich der Übernahme von 12 Millionen Mark Verbindlichkeiten und 185 Mitarbeitern. Nach dem Verkauf der Markenrechte 2010 blieb die Immobilie zunächst noch im Besitz der Familie. Im Jahr 2017 wurden Verkaufsabsichten der Immobilie bekannt, die Mitarbeiter wurden entlassen. Trotzdem stehen die denkmalgeschützten Brauereigebäude noch immer leer und werden von Vandalen (lost places) besucht (Stand Ende Januar 2024).